# Topolnitsa
El Topolnitsa (en búlgaro: Тополница) es un río del sur de Bulgaria, afluente por la izquierda del Maritsa. Nace en la cumbre de Bich de los Ante-Balcanes, cerca de Koprivshtitsa; se lo conoce como Shirineyska en su tramo superior. Su caudal medio es de 55 m³/s y tiene 135,6 kilómetros de longitud. Su cuenca de drenaje abarca 1780 km². Desemboca en el Maritsa cerca de Pazardzhik tras trazar un amplio meandro bajo la autopista Trakiya. El embalse homónimo tiene un volumen máximo de 120 000 000 de metros cúbicos y abastece a la comarca de Pazardzhik. Entre sus afluentes se cuentan el Mativir y el Bunovo. El nombre del río deriva de la palabra búlgara топола, topola («chopo»).